# MotoGP ausztrál nagydíj
A MotoGP ausztrál nagydíja a MotoGP egy versenye, mely 1989 óta folyamatosan szerepel a versenynaptárban.

## Az eddigi győztesek

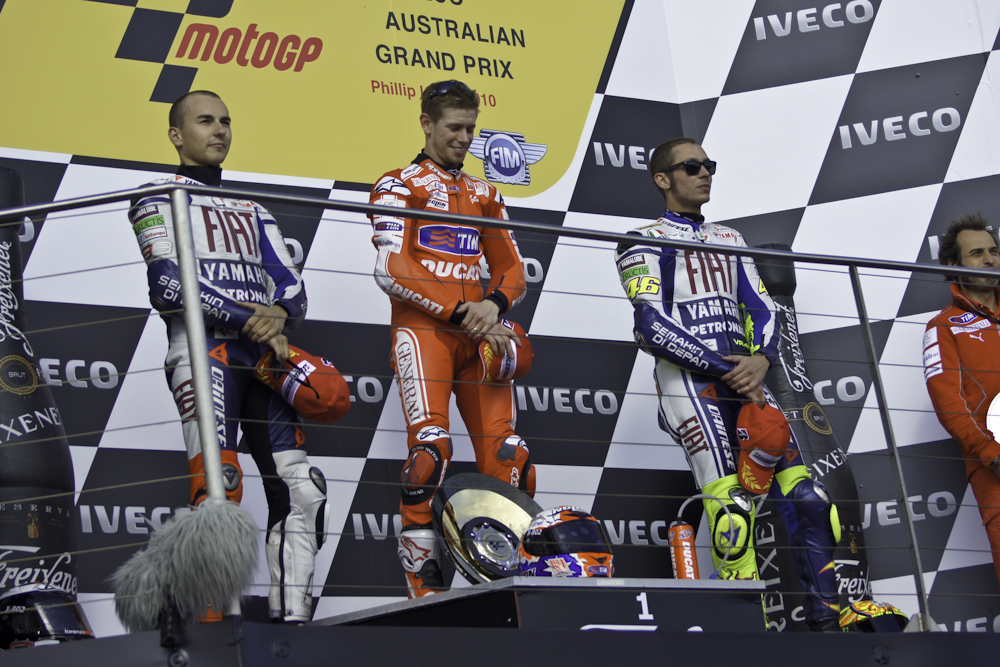
A 2010-es MotoGP-es verseny dobogósai

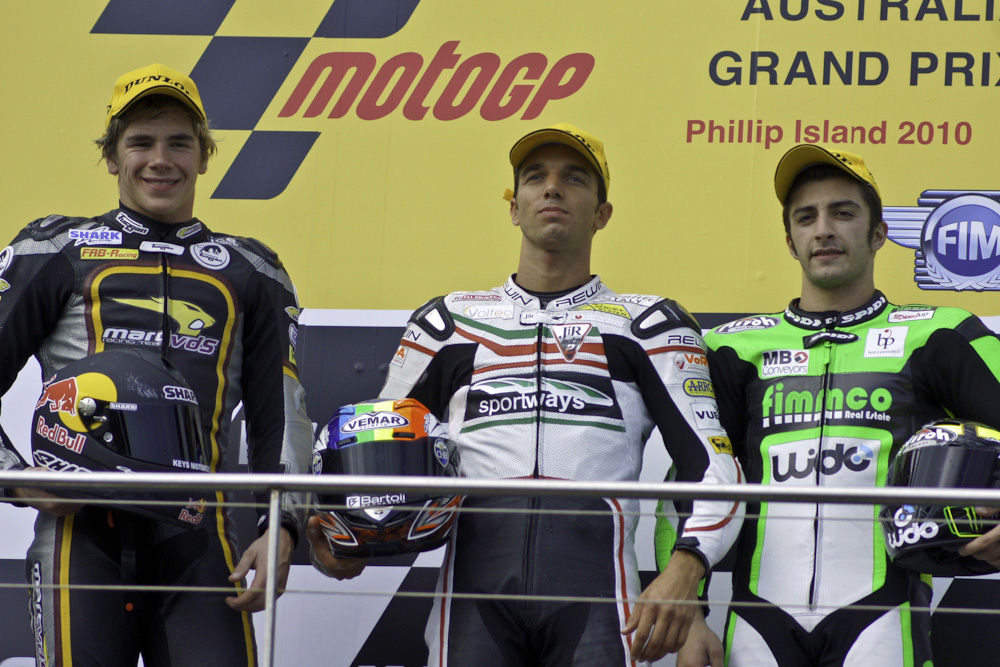
A 2010-es Moto2-es verseny dobogósai

| 2024 | Phillip Island                     | David Alonso                       | Fermín Aldeguer                    | Marc Márquez                       | Összefoglaló                       |                                    |                                    |
| 2023 | Phillip Island                     | Deniz Öncü                         | Tony Arbolino                      | Johann Zarco                       | Összefoglaló                       |                                    |                                    |
| 2022 | Phillip Island                     | Izan Guevara                       | Alonso López                       | Álex Rins                          | Összefoglaló                       |                                    |                                    |
| 2021 | A Covid19-pandémia miatt törölték. | A Covid19-pandémia miatt törölték. | A Covid19-pandémia miatt törölték. | A Covid19-pandémia miatt törölték. | A Covid19-pandémia miatt törölték. | A Covid19-pandémia miatt törölték. | A Covid19-pandémia miatt törölték. |
| 2020 | A Covid19-pandémia miatt törölték. | A Covid19-pandémia miatt törölték. | A Covid19-pandémia miatt törölték. | A Covid19-pandémia miatt törölték. | A Covid19-pandémia miatt törölték. | A Covid19-pandémia miatt törölték. | A Covid19-pandémia miatt törölték. |
| 2019 | Phillip Island                     | Lorenzo Dalla Porta                | Brad Binder                        | Marc Márquez                       | Összefoglaló                       |                                    |                                    |
| 2018 | Phillip Island                     | Albert Arenas                      | Brad Binder                        | Maverick Viñales                   | Összefoglaló                       |                                    |                                    |
| 2017 | Phillip Island                     | Joan Mir                           | Miguel Oliveira                    | Marc Márquez                       | Összefoglaló                       |                                    |                                    |
| 2016 | Phillip Island                     | Brad Binder                        | Thomas Lüthi                       | Cal Crutchlow                      | Összefoglaló                       |                                    |                                    |
| 2015 | Phillip Island                     | Miguel Oliveira                    | Álex Rins                          | Marc Márquez                       | Összefoglaló                       |                                    |                                    |
| 2014 | Phillip Island                     | Jack Miller                        | Maverick Viñales                   | Valentino Rossi                    | Összefoglaló                       |                                    |                                    |
| 2013 | Phillip Island                     | Álex Rins                          | Pol Espargaró                      | Jorge Lorenzo                      | Összefoglaló                       |                                    |                                    |
| 2012 | Phillip Island                     | Sandro Cortese                     | Pol Espargaró                      | Casey Stoner                       | Összefoglaló                       |                                    |                                    |
| Év   | Helyszín                           | 125 cm³                            | Moto2                              | MotoGP                             | Összefoglaló                       |                                    |                                    |
| 2011 | Phillip Island                     | Sandro Cortese                     | Alex de Angelis                    | Casey Stoner                       | Összefoglaló                       |                                    |                                    |
| 2010 | Phillip Island                     | Marc Márquez                       | Alex de Angelis                    | Casey Stoner                       | Összefoglaló                       |                                    |                                    |
| Év   | Helyszín                           | 125 cm³                            | 250 cm³                            | MotoGP                             | Összefoglaló                       |                                    |                                    |
| 2009 | Phillip Island                     | Julián Simón                       | Marco Simoncelli                   | Casey Stoner                       | Összefoglaló                       |                                    |                                    |
| 2008 | Phillip Island                     | Mike di Meglio                     | Marco Simoncelli                   | Casey Stoner                       | Összefoglaló                       |                                    |                                    |
| 2007 | Phillip Island                     | Lukáš Pešek                        | Jorge Lorenzo                      | Casey Stoner                       | Összefoglaló                       |                                    |                                    |
| 2006 | Phillip Island                     | Álvaro Bautista                    | Jorge Lorenzo                      | Marco Melandri                     | Összefoglaló                       |                                    |                                    |
| 2005 | Phillip Island                     | Thomas Lüthi                       | Dani Pedrosa                       | Valentino Rossi                    | Összefoglaló                       |                                    |                                    |
| 2004 | Phillip Island                     | Andrea Dovizioso                   | Sebastian Porto                    | Valentino Rossi                    | Összefoglaló                       |                                    |                                    |
| 2003 | Phillip Island                     | Andrea Ballerini                   | Roberto Rolfo                      | Valentino Rossi                    | Összefoglaló                       |                                    |                                    |
| 2002 | Phillip Island                     | Manuel Poggiali                    | Marco Melandri                     | Valentino Rossi                    | Összefoglaló                       |                                    |                                    |
| 2001 | Phillip Island                     | Ui Júicsi                          | Kato Dajdzsíró                     | Valentino Rossi                    | Összefoglaló                       |                                    |                                    |
| 2000 | Phillip Island                     | Azuma Maszao                       | Olivier Jacque                     | Max Biaggi                         | Összefoglaló                       |                                    |                                    |
| 1999 | Phillip Island                     | Marco Melandri                     | Valentino Rossi                    | Okada Tadajuki                     | Összefoglaló                       |                                    |                                    |
| 1998 | Phillip Island                     | Azuma Maszao                       | Valentino Rossi                    | Michael Doohan                     | Összefoglaló                       |                                    |                                    |
| 1997 | Phillip Island                     | Ueda Noboru                        | Ralf Waldmann                      | Àlex Crivillé                      | Összefoglaló                       |                                    |                                    |
| 1996 | Eastern Creek                      | Garry McCoy                        | Max Biaggi                         | Loris Capirossi                    | Összefoglaló                       |                                    |                                    |
| 1995 | Eastern Creek                      | Aoki Harucsika                     | Ralf Waldmann                      | Michael Doohan                     | Összefoglaló                       |                                    |                                    |
| 1994 | Eastern Creek                      | Szakata Kazuto                     | Max Biaggi                         | John Kocinski                      | Összefoglaló                       |                                    |                                    |
| 1993 | Eastern Creek                      | Dirk Raudies                       | Harada Tecuja                      | Kevin Schwantz                     | Összefoglaló                       |                                    |                                    |
| 1992 | Eastern Creek                      | Ralf Waldmann                      | Luca Cadalora                      | Michael Doohan                     | Összefoglaló                       |                                    |                                    |
| 1991 | Eastern Creek                      | Loris Capirossi                    | Luca Cadalora                      | Wayne Rainey                       | Összefoglaló                       |                                    |                                    |
| 1990 | Phillip Island                     | Loris Capirossi                    | John Kocinski                      | Wayne Gardner                      | Összefoglaló                       |                                    |                                    |
| 1989 | Phillip Island                     | Àlex Crivillé                      | Sito Pons                          | Wayne Gardner                      | Összefoglaló                       |                                    |                                    |